# Người Mỹ gốc Philippines
Người Mỹ gốc Philippines (tiếng Philippines: Mga Pilipinong Amerikano) là người Mỹ gốc Philippines. Thuật ngữ người Mỹ gốc Philippines trong tiếng Anh đôi khi được rút ngắn thành Fil-Am hoặc Pinoy. Sự xuất hiện sớm nhất của thuật ngữ Pinoy (Pinay nữ tính), là trong một bản tin năm 1926 của Bản tin Sinh viên Philippines. Một số người Philippines tin rằng thuật ngữ Pinoy được đặt ra bởi những người Philippines đến Hoa Kỳ để phân biệt với người Philippines sống ở Philippines.
Người Philippines ở Bắc Mỹ được ghi nhận lần đầu tiên vào thế kỷ 16 và các khu định cư nhỏ khác bắt đầu từ thế kỷ 18. Di cư hàng loạt đã không bắt đầu cho đến sau khi kết thúc Chiến tranh Mỹ Tây Ban Nha vào cuối thế kỷ 19, khi Philippines được nhượng lại từ Tây Ban Nha sang Hoa Kỳ trong hiệp định Paris.
Tính đến năm 2018, có 4,1 triệu người Mỹ gốc Philippines, theo dữ liệu của Cục điều tra cộng đồng Mỹ (ACS) mới nhất của Hoa Kỳ.